# Щелкунов, Сергей Александрович
Серге́й Алекса́ндрович Щелкуно́в (англ. Sergey Alexander Schelkunoff; 15 (27) января 1897, Самара, Российская империя — 2 мая 1992, Хайтстаун (англ. Hightstown), Нью-Джерси, США) — американский математик и теоретик электромагнетизма русского происхождения, внёсший значительный вклад в теорию антенн.

## Биография
Сергей Щелкунов родился в городе Самара в 1897 году. Его отец Александр Александрович Щелкунов служил надсмотрщиком Самарской почтово-телеграфной конторы. Мать Евдокия Леонтьевна Щелкунова — домохозяйка. Вскоре после рождения сына семья переехала на отдалённую станцию, а затем в город Оренбург, где Сергей окончил Оренбургское реальное училище (1914). Он продолжил своё образование в Московском Университете, который ему, однако, пришлось покинуть в марте 1917 года в связи с армейским призывом и направлением во 2-ю Одесскую школу подготовки прапорщиков пехоты. Во время последовавших после Октябрьской революции беспорядков и начавшейся Гражданской войны Щелкунов проехал через всю Сибирь и прибыл в Маньчжурию в начале 1918 года. Следующие три года он провёл в Маньчжурии и Восточной Сибири с остатками Белой армии. После победы Красной армии и разгрома армии Колчака он эмигрировал в Японию и оттуда в сентябре 1921 года в Сиэтл, США.
В США Щелкунов продолжил своё образование, получив в 1923 году степень бакалавра и магистра математики в Колледже штата Вашингтон, ныне Университет штата Вашингтон. В 1928 году он получил степень Доктора философии (Ph.D.) в Колумбийском университете. В том же году он женился на Джин Кеннеди (Jean Gardiner Kennedy) (1901—1979).
После получения степени бакалавра и магистра Щелкунов начал работать в исследовательском подразделении Western Electric, которое впоследствии стало знаменитой Bell Laboratories (с 1925 года). В 1933 году он совместно с Салли П. Мидом начал исследование волноводного распространения электромагнитных волн, которое до этого было открыто аналитически их коллегой Джорджем Саутвортом. В ходе исследования им удалось описать теорию поперечных волн. В 1935 году Щелкунов вместе с коллегами обосновали возможность передачи с помощью нового для того времени коаксиального кабеля телевизионного изображения или до 200 телефонных разговоров.
В течение 35 лет работы в Bell Labs Щелкунов занимался исследованием радаров, распространения электромагнитных волн в атмосфере и в микроволновых направляющих линиях, коротковолнового радио, широкополосных антенн и систем заземления. Он занимал должности заместителя директора математических исследований и заместителя вице-президента по связям с университетами, преподавал в течение пяти лет в Колумбийском университете. Кроме того, он работал консультантом по магнетронам на Военно-морской базе в Сан-Диего.
Сергей Александрович Щелкунов является автором более чем 50 научных работ в области электромагнетизма и 5 книг. Одна из них «Электромагнитные волны» (1943) переведена на японский язык, а другая «Антенны. Теория и практика» (1952) переведена на русский язык. Он получил 15 патентов на изобретения. В 1939 году он получил награду имени Морриса Либмана от Института радиоинженеров, в 1949 году Медаль Стюарта Бэллантайна по физике от Франклинского института, в 1969 году был награждён дипломом Джона Больяна (John Bolljahn) от Института инженеров по электротехнике и радиоэлектронике. В 1982 году он получил почётную степень доктора наук в колледже Mount Holyoke College.
Щелкунов С. А. являлся членом Американского математического общества и Математической ассоциации Америки (Mathematical Association of America), членом Американской ассоциации продвижения науки (American Association for Advancement of Science), членом Института радиоинженеров (Institute of Radio Engineers) и Института инженеров по электротехнике и радиоэлектронике (Institute of Electrical and Electronic Engineers).
Сергей Александрович Щелкунов скончался 2 мая 1992 года в Хайтстауне, Нью-Джерси.

## Работы

Обложка книги: «Антенны. Теория и практика.» М.,Сов.рад.,1955 г., Щелкунов С. А., Фриис Г. Т.

- «Electromagnetic Waves in Conducting Tubes», Phys. Rev. 52, 1078—1078, November 1937.
- «On Diffraction and Radiation of Electromagnetic Waves», Phys. Rev. 56, 308, 1939.
- «Electromagnetic waves», New York: D. Van Nostrand Company, Inc., 1943.
- «Applied Mathematics for Engineers and Scientists», New York: D. Van Nostrand Company, Inc., 1948, 1965 Sec. Ed.
- «Advanced antenna theory», New York: John Wiley & Sons, 1952.
- «Antennas: Theory and Practice», Sergei A. Schelkunoff and Harald T. Friis, Bell Telephone Laboratories, New York: John Wiley & Sons, 1952. (Щелкунов С. А., Фриис Г. Т. Антенны. Теория и практика. — Москва: Советское радио, 1955, 604 с.)
- «Electromagnetic Fields», Blaisdell Publishing Company/A Division of Random House, 1963.